# Сандела
Сандела — деревня в Суховском сельском поселении Кировского района Ленинградской области.

## История
Впервые упоминается в Писцовой книге Водской пятины 1500 года как деревня Санила в Пречистенском Городенском погосте Ладожского уезда.
На карте Санкт-Петербургской губернии Ф. Ф. Шуберта 1834 года она обозначена как деревня Сандила.

САНДЕЛЫ — деревня принадлежит Казённому ведомству, число жителей по ревизии: 22 м. п., 20 ж. п. (1838 год)

Деревня Сандила отмечена на карте профессора С. С. Куторги 1852 года.

САНДЕЛА — деревня Ведомства государственного имущества, по просёлочной дороге, число дворов — по случаю истребления пожаром вновь строятся, число душ — 72 м. п. (1856 год)

САНДИЛА (САНДЕЛА) — деревня владельческая при реке Кабоне, число дворов — 25, число жителей: 85 м. п., 81 ж. п. (1862 год)

В конце XIX века деревня административно относилась к Гавсарской волости 1-го стана Новоладожского уезда Санкт-Петербургской губернии, в начале XX века — 4-го стана.
По данным «Памятной книжки Санкт-Петербургской губернии» за 1905 год деревня называлась Сандела и входила в состав Гавсарского сельского общества.
Согласно военно-топографической карте Петроградской и Новгородской губерний издания 1915 года деревня называлась Сандила.
С 1917 по 1923 год деревня Сандела входила в состав Гавсарского сельсовета Гавсарской волости Новоладожского уезда.
С 1923 года в составе Шумской волости Волховского уезда.
Согласно данным переписи населения СССР 1926 года в деревне Сандела проживали 250 человек — все русские.
С 1927 года в составе Мгинского района.
В 1928 году население деревни Сандела также составляло 250 человек.
По данным 1933 года деревня называлась Сандала входила в состав Гавсарского сельсовета Мгинского района.

План деревни Сандела. 1941 год

Согласно топографической карте РККА 1941 года деревня насчитывала 43 двора.
С 1954 года в составе Выставского сельсовета.
С 1960 года в составе Волховского района.
В 1961 году население деревни Сандела составляло 62 человека.
По данным 1966 и 1973 годов деревня Сандела также находилась в подчинении Выставского сельсовета Волховского района.
По данным 1990 года деревня Сандела входила в состав Суховского сельсовета Кировского района.
В 1997 году в деревне Сандела Суховской волости проживали 75 человек, в 2002 году — 51 человек (русские — 96 %).
В 2007 году в деревне Сандела Суховского СП — 68.

## География
Деревня расположена в северо-восточной части района на автодороге 41К-119 (Дусьево — Остров), к востоку от центра поселения, деревни Сухое.
Расстояние до административного центра поселения — 5 км.
Расстояние до ближайшей железнодорожной станции Войбокало — 24 км.
Через деревню протекает река Кобона.

## Демография
| 1862 | 2007 | 2010 | 2017 |
| ---- | ---- | ---- | ---- |
| 166  | ↘68  | ↘51  | ↘5   |

## Фото

Церковь Флора и Лавра близ деревни Сандела
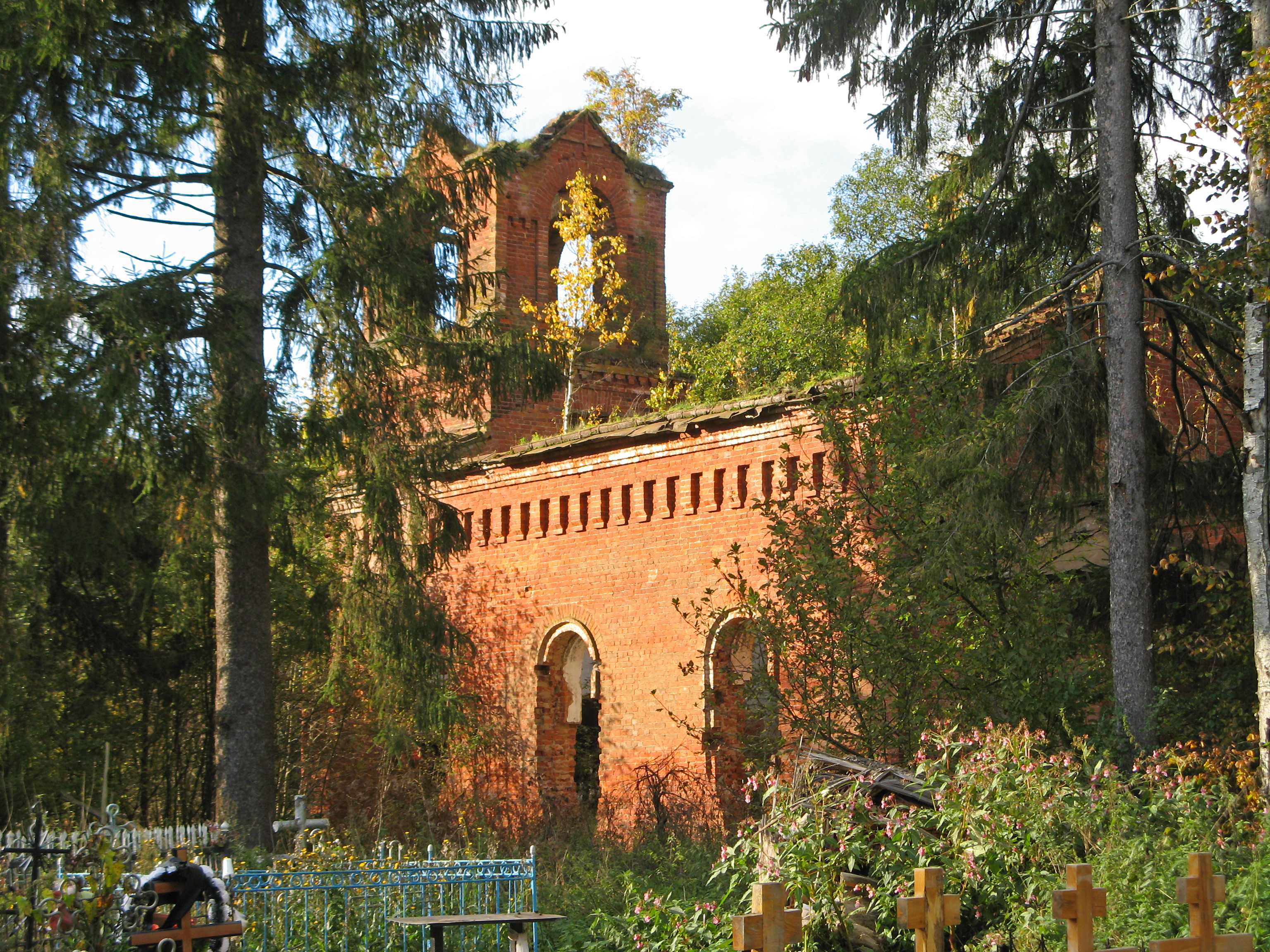
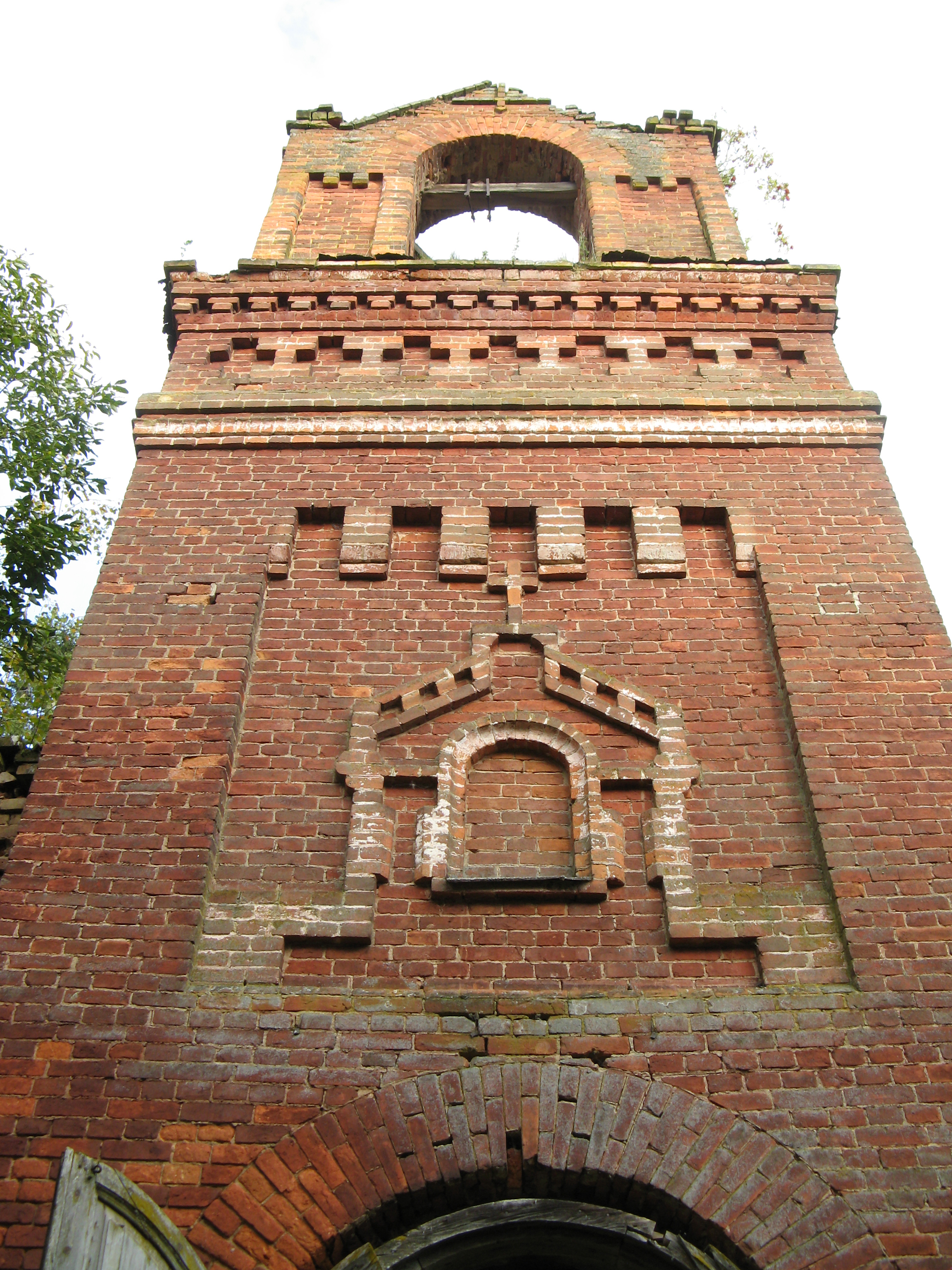
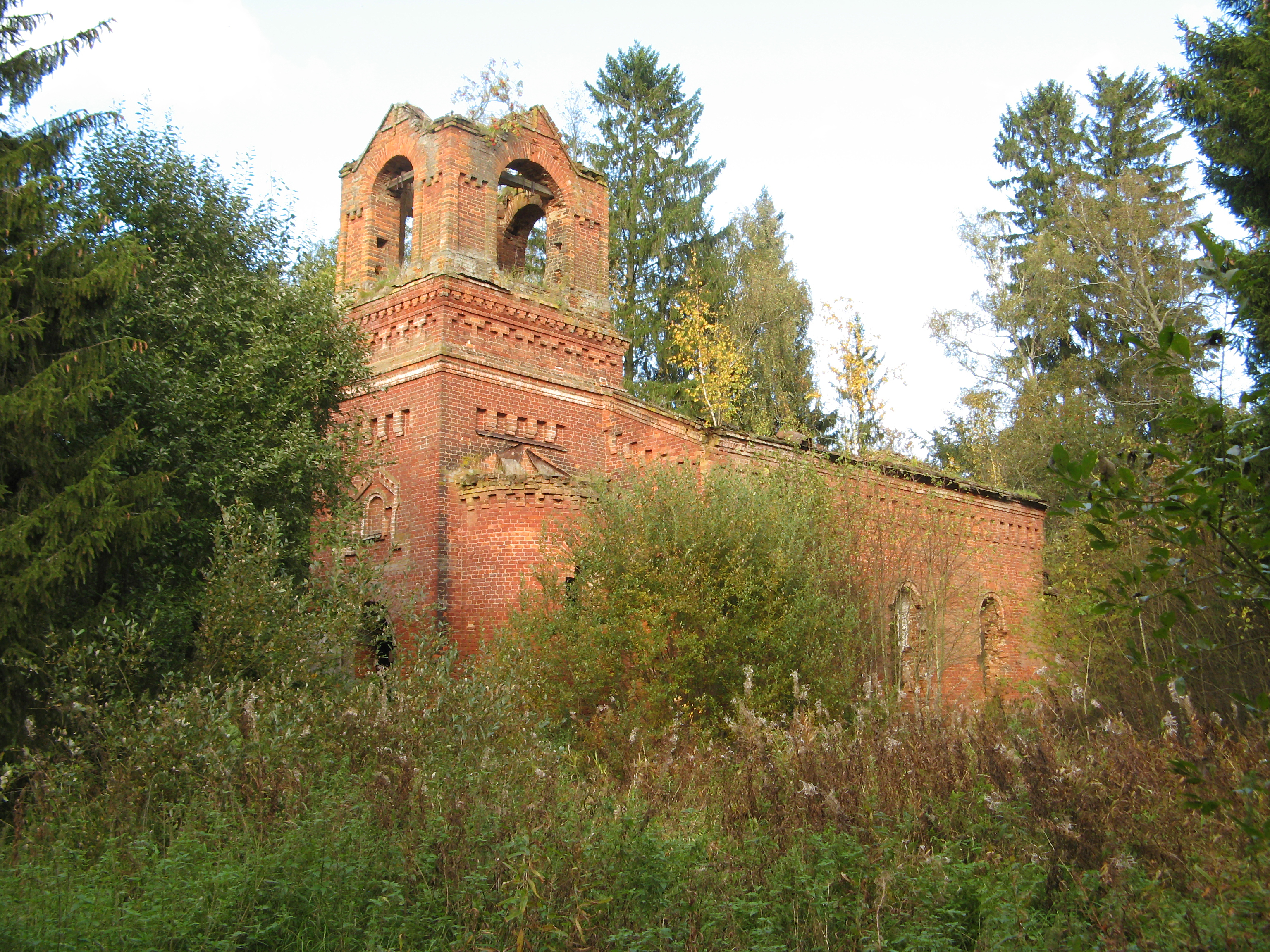
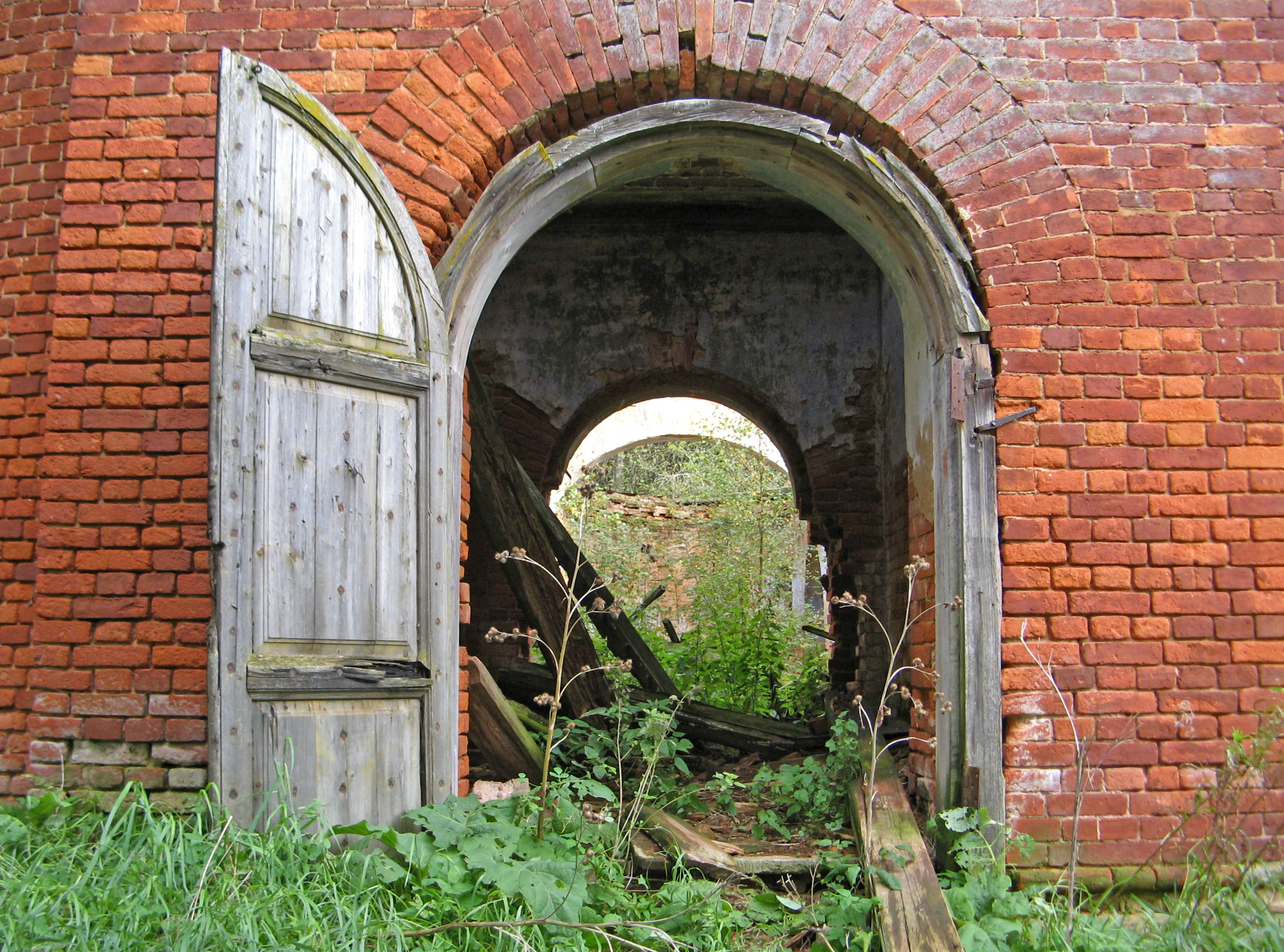
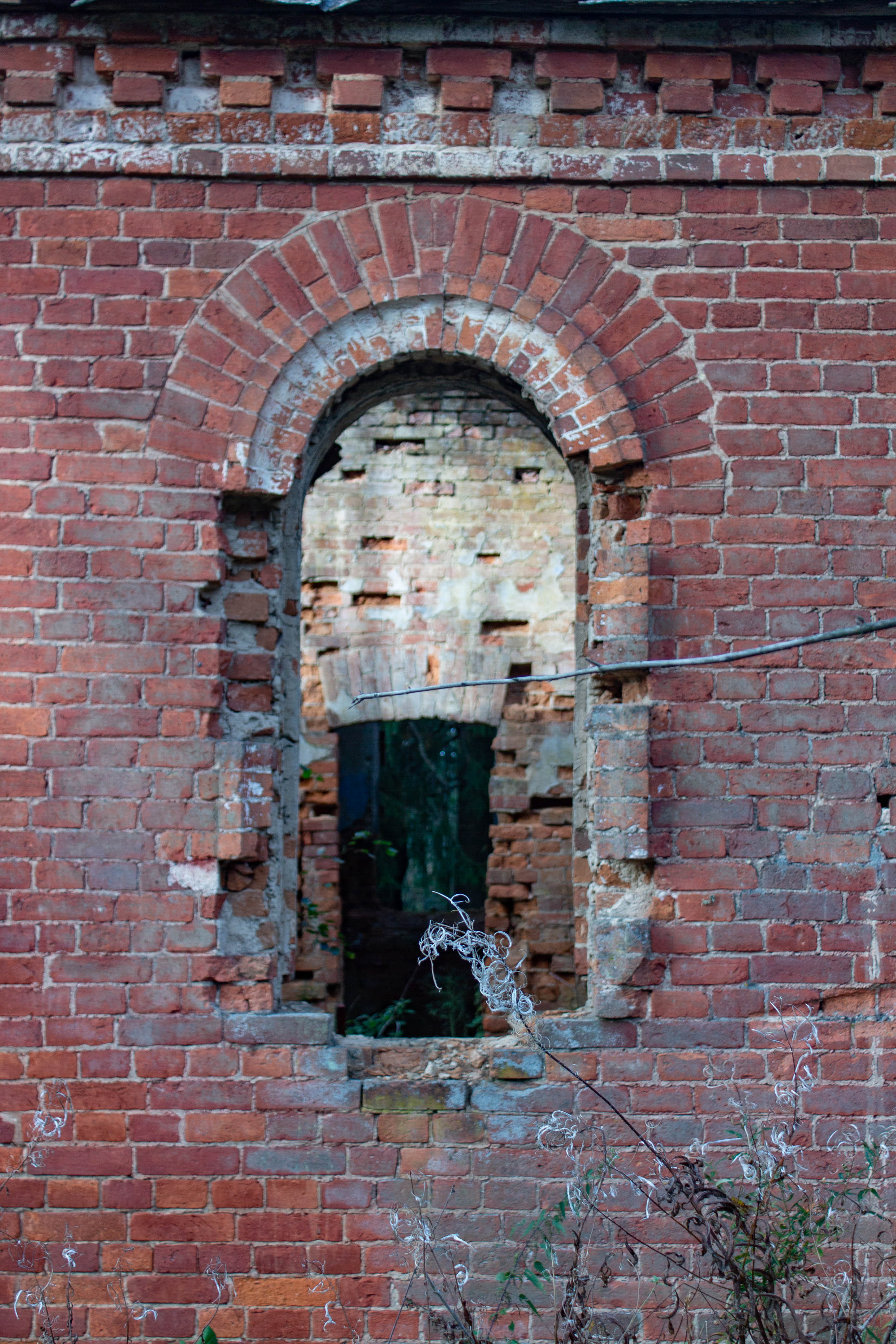
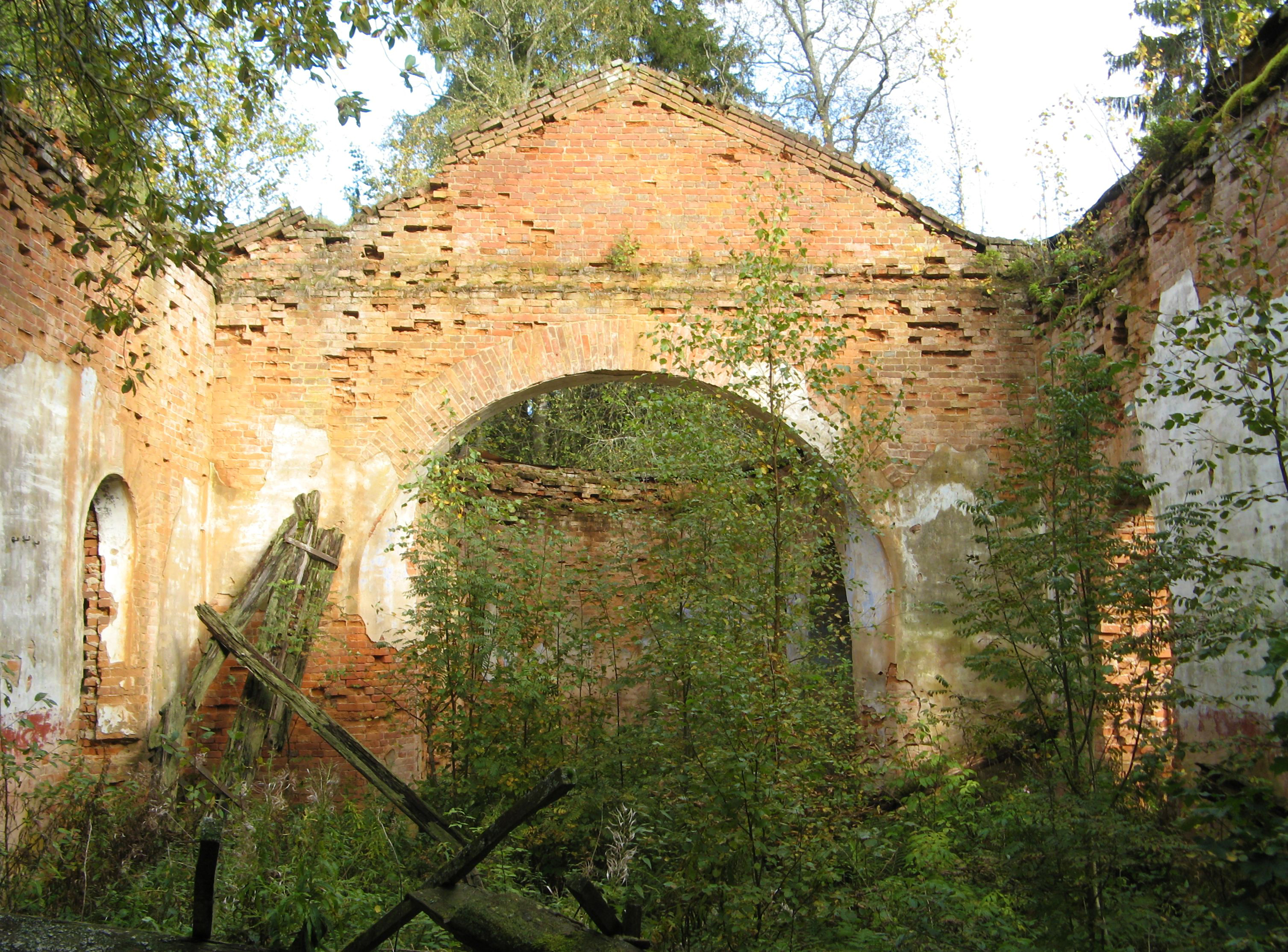

## Улицы
Территория Общественное Поле.